# 楊叔器
楊叔器（1481年—？），字德周，號東岡，福建福州府侯官縣民籍閩縣人，明朝政治人物。

## 生平
正德十一年（1516年）丙子科福建鄉試第八十名舉人，十二年（1517年）中式丁丑科會試第二百三十四名，未殿試，十六年（1521年）辛巳科三甲第一百七十三名進士。刑部觀政，授寧晉縣知縣，嘉靖二年調吳縣知縣。嘉靖五年（1526年）九月選授南京湖廣道試監察御史，後以考察閑住。

## 家族
曾祖楊鑑；祖父楊滿；父楊永，母林氏。